# فرانسيسكو سكاربا
فرانسيسكو سكاربا (بالإيطالية: Francesco Scarpa)‏ (18 يونيو 1979 في إيطاليا - ) هو لاعب كرة قدم إيطالي في مركز الوسط. لعب مع نادي تارانتو 1927 ونادي ساليرنيتانا ونادي فوجيا وGiugliano Calcio 1928 ‏ وسورينتو كالتشيو ‏ وCavese 1919 ‏ وSSD Savoia 1908 FC ‏ وSSD Sapri Calcio ‏ وFidelis Andria 2018 ‏ وASD SF Gladiator 1912 ‏ وPaganese Calcio 1926 ‏ وPortogruaro Calcio ASD ‏.

## وصلات خارجية
- فرانسيسكو سكاربا على موقع قاعدة بيانات كرة القدم.إي يو (الإنجليزية)
- فرانسيسكو سكاربا على موقع Soccerway.com (الإنجليزية)
- فرانسيسكو سكاربا على موقع عالم كرة القدم.نت (الإنجليزية)